# Il figliuol prodigo
Il figliuol prodigo és una òpera en quatre actes composta per Amilcare Ponchielli sobre un llibret italià d'Angelo Zanardini, basat en la paràbola de l'Evangeli segons Lluc. S'estrenà al Teatro alla Scala de Milà el 26 de desembre de 1880.

## Origen i context
Després de l'èxit rotund de La Gioconda (1876), Amilcare Ponchielli es dedica a aquesta altra "gran òpera" d'estil italià. El compositor de Cremona segurament és l'únic compositor italià que té més èxit en els contactes amb l'estil de la grand opéra francesa. Mostra clarament una clara vinculació amb el gènere en la seva obra mestra dedicada a la Mona Lisa, i en aquest treball: ballet, grans escenes de conjunt, cors i molt més. Tot això en una salsa exòtica.
Malgrat l'èxit de la primera representació, no va deixar de suscitar crítiques, especialment en relació amb el tema més aviat feble, i així Il figliuol prodigo no va entrar en el repertori i aviat va caure en l'oblit, si s'exclou l'ària d'Azael Tenda natal.

## Representacions
Es va estrenar a La Scala de Milà el 26 de desembre de 1880, a instàncies de l'editor Ricordi. Més tard es va interpretar de manera esporàdica. El 1883 es representà al Teatre Regio de Torí. El 1892, sis anys després de la mort del compositor, va ser representada de nou a Milà, i posteriorment a Cremona. Va obrir la tercera temporada de l'Arena el 1919, on va tornar el 1921. Va ser representada més endavant a Cremona el 1934, per a celebrar el centenari del naixement de Ponchielli, dirigida per Tullio Serafin, i a Milà, amb la presència del seu alumne Pietro Mascagni, sota la direcció de Victor de Sabata.